# Mi cerebro es electrónico
Mi cerebro es electrónico, cuyo título original en inglés es The Computer Wore Tennis Shoes, es una película de Disney de 1969, protagonizada por Kurt Russell, Cesar Romero, Joe Flynn, Alan Hewitt y Frank Webb. Fue producida por Buena Vista Distribution Company.

## Argumento
Dexter Reilly y sus amigos asisten al pequeño y privado Colegio Medfield, aquel que no puede permitirse el lujo de comprar una computadora. Empiezan a persuadir a los estudiantes de los negocios del negociador rico A. J. Arno para donar un ordenador viejo a la universidad. Arno es el jefe secreto de una red de grandes apuestas ilegales, que utilizan el ordenador para sus operaciones.

## Reparto
- Kurt Russell es Dexter Reily.
- Cesar Romero es A. J. Arno
- Joe Flynn es Dean Higgins.
- William Schallert es el profesor Quigley.
- Alan Hewitt es Dean Collingsgood.
- Richard Bakalyan es Chillie Walsh.
- Debbie Paine es Annie.
- Frank Webb es Pete.
- Michael McGreevey es Schuyler.
- Jon Provost es Bradley.
- Frank Welker es Henry.
- W. Alex Clarke es Myles.
- Bing Russell es Angelo.
- Pat Harrington es el asesor.
- Fabian Dean es Mac.
- Fritz Feld es Van Dyke.
- Pete Ronoudet es el teniente Hannah
- Hillyard Anderson es J. Reedy
- David Canary es Walski.
- Robert Foul es sargento de policía.

## Producción
En esta comedia familiar debutó como realizador el director de televisión Robert Butler.

## Legado

### Secuelas
- Te veo y no te veo (1972)
- El hombre más fuerte del mundo (1975)

### Remake
En 1995 se hizo un remake Mi cerebro es electrónico con Kirk Cameron como "Dexter Riley".